# Chorwacja w Unii Europejskiej
Chorwacja w Unii Europejskiej – Chorwacja jest członkiem Unii Europejskiej od 1 lipca 2013 na mocy tzw. Traktatu akcesyjnego podpisanego 9 grudnia 2011 r. będącego prawną podstawą przystąpienia (akcesji) Chorwacji do Unii Europejskiej. Faktyczny proces integracji Chorwacji rozpoczął się w 2005 z chwilą złożenia przez Chorwację wniosku o członkostwo w UE.

## Akcesja Chorwacji do Unii Europejskiej
Negocjacje rozpoczęto w 2005 roku. Ich zakończenie początkowo planowano na lipiec 2010, a założoną datą akcesji był rok 2011. Negocjacje jednak przeciągnęły się w czasie, między innymi z powodu konfliktu granicznego pomiędzy Chorwacją a Słowenią i zablokowaniem negocjacji przez tę ostatnią. Ostatecznie, zamknięcie negocjacji nastąpiło 30 czerwca 2011. W dniu 9 grudnia 2011 w Brukseli podpisano traktat akcesyjny, a 22 stycznia 2012 r. przy frekwencji 43,5% odbyło się w Chorwacji referendum akcesyjne, w którym za wejściem tego kraju do Unii Europejskiej opowiedziało się 66,24% uczestniczących w głosowaniu Chorwatów.
Po zakończeniu procesu ratyfikacji traktatu akcesyjnego we wszystkich krajach członkowskich, 1 lipca 2013 roku Chorwacja stała się 28. państwem członkowskim.

Unia Europejska i Chorwacja

## Kalendarium
20.10.2005 – Rozpoczęcie „screeningu”
12.06.2006 – Otwarcie i zamknięcie: nauka i badania naukowe
28.06.2006 – Otwarcie: polityka konkurencji, unia celna
20.07.2006 – Otwarcie polityki społecznej i zatrudnienia
11.11.2006 – Otwarcie i zamknięcie edukacji i kultury
29.03.2007 – Otwarcie ochrony własności intelektualnej
26.06.2007 – Otwarcie: swoboda usług, prawo handlowe (spółek), usługi finansowe, społeczeństwo informacyjne i media, statystyki i kontrola finansowa
20.07.2006 – Otwarcie polityki społecznej i zatrudnienia
29.03.2007 – Otwarcie ochrony własności intelektualnej
12.10.2007 – Otwarcie: ochrona konsumentów, polityka zewnętrzna
20.12.2007 – Otwarcie: sieci transeuropejskie, finansowe i budżetowe zabezpieczenia
21.04.2008 – Otwarcie: energia, polityka transportowa
30.06.2011 – Zamknięcie negocjacji akcesyjnych
09.12.2011 – Podpisanie traktatu akcesyjnego
22.01.2012 – Referendum w sprawie przystąpienia Chorwacji do Unii Europejskiej
01.07.2013 – przystąpienie Chorwacji do wspólnoty

## Kontrowersje
- Wypełnienie wszystkich zobowiązań z Układu stowarzyszeniowego
- Współpraca z Międzynarodowym Trybunałem Karnym dla byłej Jugosławii
  - Opóźnienie ratyfikacji Układu o Stabilizacji i Stowarzyszeniu
  - Opóźnienie rozpoczęcia planowanych na marzec 2004
  - Sprawa Ante Gotowiny – 96% Chorwatów uważa go za bohatera narodowego
  - 7.12.2005 – zatrzymany na Teneryfie, wydany Trybunałowi w Hadze
- Obawy przed wykupem ziemi przez Włochów i Austriaków
- Usprawnienie działań antykorupcyjnych
- Zbyt duża pomoc publiczna rządu chorwackiego dla przedsiębiorstw państwowych, znaczna ingerencja państwa w gospodarkę, brak postępów w restrukturyzacji dużych przedsiębiorstw, hamowanie rozwoju sektora prywatnego, słaba mobilność pracowników
- Usprawnienie działań administracji publicznej (jej niewydolność zaznacza się choćby w podatkach, polityce fitosanitarnej, weterynarii, statystykach), reforma służby cywilnej
- Usprawnienie sądownictwa
- Dobrosąsiedzkie stosunki. Uregulowanie kwestii granicznych ze Słowenią, Serbią, Czarnogórą, Bośnią i Hercegowiną
- Uregulowanie kwestii własności i wynajmu powracających uchodźców. Dotychczas uregulowano w miastach tylko 2% spraw dotyczących własności i wynajmu
- Uczciwe procesy sądowe dla osób podejrzanych o zbrodnie wojenne
- Ochrona mniejszości narodowych (szczególnie Serbów i Romów). Uwzględnienie parytetu w zatrudnianiu w państwowych instytucjach przedstawicieli mniejszości narodowych. Propagowanie tolerancji i pojednania.
- Ochrona środowiska. W 2006 roku parlament chorwacki podjął decyzję o wyznaczeniu strefy ekologicznej i połowowej wobec państw członkowskich UE- weszła w życie 01.01.2008
- Brak działań zmierzających do obniżenia deficytu budżetowego, a wręcz wzrost wydatków publicznych
- Rybołówstwo – oprócz kwestii z niedopuszczeniem państw UE do swoich wód, słabe zarządzanie flotą, inspekcje kontrolne, działania strukturalne i zbyt duża pomoc państwa